# Inglaterra en la Copa Mundial de Fútbol de 1962
La selección de Inglaterra fue una de las 16 participantes de la Copa Mundial de Fútbol de 1962, que se realizó en Chile. Clasificó al Mundial luego de obtener el primer lugar del Grupo 6 de la clasificación europea.

## Clasificación

### Grupo 6
| Pos. | Equipo     | Pts. | PJ | G | E | P | GF | GC | Dif. | Clasificación |
| ---- | ---------- | ---- | -- | - | - | - | -- | -- | ---- | ------------- |
| 1    | Inglaterra | 10   | 4  | 3 | 1 | 0 | 16 | 2  | +14  | Clasificado   |
| 2    | Portugal   | 4    | 4  | 1 | 1 | 2 | 9  | 7  | +2   |               |
| 3    | Luxemburgo | 3    | 4  | 1 | 0 | 3 | 5  | 21 | −16  |               |

 Fuente: 
| 19-10-1960 | Luxemburgo | 0–9     | Inglaterra                                                            | Luxembourg, Luxemburgo |                     |
|            |            | Reporte | Charlton 3' 7' 66' · Greaves 16' 83' 85' · Smith 22' 46' · Haynes 61' | Árbitro(s): Martens    | Árbitro(s): Martens |

| 21-5-1961 | Portugal  | 1–1     | Inglaterra  | Lisboa, Portugal    |                     |
|           | Águas 59' | Reporte | Flowers 82' | Árbitro(s): Bonetto | Árbitro(s): Bonetto |

| 28-9-1961 | Inglaterra                                   | 4–1     | Luxemburgo | Londres, Inglaterra |                    |
|           | Pointer 35' · Viollet 37' · Charlton 45' 76' | Reporte | Dimmer 69' | Árbitro(s): Versyp  | Árbitro(s): Versyp |

| 25-10-1961 | Inglaterra               | 2–0     | Portugal | Londres, Inglaterra |                  |
|            | Connelly 5' · Pointer 9' | Reporte |          | Árbitro(s): Bois    | Árbitro(s): Bois |

## Jugadores
| #     | Nombre              | Posición            | Edad                | Club                    |
| ----- | ------------------- | ------------------- | ------------------- | ----------------------- |
| 1     | Ron Springett       | Portero             | 26                  | Sheffield Wednesday     |
| 2     | Jimmy Armfield      | Defensa             | 26                  | Blackpool               |
| 3     | Ray Wilson          | Defensa             | 27                  | Huddersfield Town       |
| 4     | Bobby Robson        | Delantero           | 29                  | West Bromwich Albion    |
| 5     | Peter Swan          | Mediocampista       | 25                  | Sheffield Wednesday     |
| 6     | Ronald Flowers      | Mediocampista       | 27                  | Wolverhampton Wanderers |
| 7     | John Connelly       | Mediocampista       | 23                  | Burnley                 |
| 8     | Jimmy Greaves       | Delantero           | 22                  | Tottenham Hotspur       |
| 9     | Gerry Hitchens      | Delantero           | 27                  | Inter de Milán          |
| 10    | Johnny Haynes       | Delantero           | 27                  | Fulham                  |
| 11    | Bobby Charlton      | Delantero           | 24                  | Manchester United       |
| 12    | Alan Hodgkinson     | Portero             | 25                  | Sheffield United        |
| 13    | Derek Kevan         | Delantero           | 27                  | West Bromwich Albion    |
| 14    | Stan Anderson       | Mediocampista       | 29                  | Sunderland              |
| 15    | Maurice Norman      | Defensa             | 28                  | Tottenham Hotspur       |
| 16    | Bobby Moore         | Defensa             | 21                  | West Ham United         |
| 17    | Bryan Douglas       | Mediocampista       | 28                  | Blackburn Rovers        |
| 18    | Roger Hunt          | Delantero           | 23                  | Liverpool               |
| 19    | Alan Peacock        | Delantero           | 24                  | Middlesbrough           |
| 20    | George Eastham      | Mediocampista       | 25                  | Arsenal                 |
| 21    | Don Howe            | Defensa             | 26                  | West Bromwich Albion    |
| 22    | Jimmy Adamson       | Mediocampista       | 33                  | Burnley                 |
| D. T. | Walter Winterbottom | Walter Winterbottom | Walter Winterbottom | Walter Winterbottom     |

## Participación

### Primera fase

#### Grupo 4
| Equipo     | Pts | PJ | PG | PE | PP | GF | GC | Dif |
| ---------- | --- | -- | -- | -- | -- | -- | -- | --- |
| Hungría    | 5   | 3  | 2  | 1  | 0  | 8  | 2  | 6   |
| Inglaterra | 3   | 3  | 1  | 1  | 1  | 4  | 3  | 1   |
| Argentina  | 3   | 3  | 1  | 1  | 1  | 2  | 3  | -1  |
| Bulgaria   | 1   | 3  | 0  | 1  | 2  | 1  | 7  | -6  |

| 31 de mayo de 1962, 15:00 | Hungría                | 2:1 (1:0) | Inglaterra         | Estadio Braden Cooper Co., Rancagua                |                                                    |
|                           | Tichy 17' · Albert 71' | Reporte   | Flowers 60' (pen.) | Asistencia: 7938 espectadores Árbitro(s): Leo Horn | Asistencia: 7938 espectadores Árbitro(s): Leo Horn |

| 2 de junio de 1962, 15:00 | Inglaterra                                      | 3:1 (2:0) | Argentina      | Estadio Braden Cooper Co., Rancagua                         |                                                             |
|                           | Flowers 17' (pen.) · Charlton 42' · Greaves 67' | Reporte   | Sanfilippo 81' | Asistencia: 9794 espectadores Árbitro(s): Nickolaj Latychev | Asistencia: 9794 espectadores Árbitro(s): Nickolaj Latychev |

| 7 de junio de 1962, 15:00 | Inglaterra | 0:0     | Bulgaria | Estadio Braden Cooper Co., Rancagua                       |                                                           |
|                           |            | Reporte |          | Asistencia: 5700 espectadores Árbitro(s): Antoine Blavier | Asistencia: 5700 espectadores Árbitro(s): Antoine Blavier |

### Fase final

#### Cuartos de final
| 10 de junio de 1962, 14:30 | Brasil                        | 3:1 (1:1) | Inglaterra   | Estadio Sausalito, Viña del Mar                             |                                                             |
|                            | Garrincha 31', 59' · Vavá 53' | Reporte   | Hitchens 38' | Asistencia: 17 736 espectadores Árbitro(s): Pierre Schwinte | Asistencia: 17 736 espectadores Árbitro(s): Pierre Schwinte |